# Zorzines consociata
Zorzines consociata là một loài bướm đêm trong họ Noctuidae.